# Niccolò Radulovich
Niccolò Radulovich (Polignano a Mare, Napuljsko Kraljevstvo, 28. prosinca 1627. – Rim, Papinska Država, 27. listopada 1702.), talijanski kardinal hrvatskog podrijetla.

## Životopis
Rođen je u Polignanu u Apuliji. Otac mu je bio mjesni feudalac, markiz Francesco Radulovich, a mati Anna Vaaz, potomka portugalskih Židova obraćenih na kršćanstvo. Francesco Radulovich bio je drugi naslovnim polignanske markgrofovije koju je 1604. kupio njegov otac Nikola Radulović, dubrovački trgovac i vlastelin, koji je slike naručivao i u Caravaggia. U hercegovačkom selu Zavala postoji spomen na 15 zavoskih knezova od kojih je posljednji knez bio Marin Radulović, Nikolin djed. On se iz Dubrovnika preselio u Italiju na prijelazu iz 15. u 16. stoljeću.
Doktorat obaju prava, kanonskoga i svjetovnoga, postigao je u Klementinskom kolegiju u Rimu. Papa  Inocent X. postavio ga je za referenta u Signaturama, pa za guvernera nekih od svojih gradova (Rimini od 1652., Orvieto od 1654., Norcia od 1656.).
Za svećenika zaređen je u veljači 1659., a nepunih mjesec dana kasnije i za nadbiskupa Teatinske arhidijeceze u Chietiju.
Od 1679. je, zbog svoje učenosti, bio članom Kraljevske akademije (kasnije: Papinske akademije Arkadije) koju je u Rimu osnovala kraljica Kristina Švedska.
Papa Inocent XII. pozvao ga je 1691. u Rim i imenovao prvo tajnikom Kongregacije za status redovnika, pa Kongregacije za biskupe i redovnike. Kardinalom ga je imenovao 1699. Djelovao je u Koncilskoj kongregaciji te u Kongregaciji Rimske inkvizicije.
Radulovichev štićenik Anselmo Banduri, dubrovački učeni dominikanac i povjesničar, posvjedočio je da je kardinal bolovao od gihta. Stanje mu se pogoršalo 1701., pa je sljedeće godine umro. Pokopan je u svojoj naslovnoj kardinalskoj crkvi sv. Bartula na rimskome Tiberinskom otoku.

## Djela
- Considerazioni […] con occasione di alcuni luoghi della Vita di San Guglielmo duca d’Aquitania (Cesena, 1652)[1]

### Članci
- Vidović, Domagoj. 2011. Toponimija Sela Zavala, Golubinac, Belenići i Kijev Do u Popovu. Folia onomastica Croatica. Zavod za lingvistička istraživanja HAZU. Zagreb.  (20): 207–248

| Prethodnik:                  | nadbiskup i metropolit u Chietiju 10. ožujka 1659. – 27. listopada 1702. | Nasljednik:     |
| Modesto Gavazzi, O.F.M.Conv. | nadbiskup i metropolit u Chietiju 10. ožujka 1659. – 27. listopada 1702. | Vincenzo Capece |

| Prethodnik:      | tajnik Kongregacije za biskupe 12. srpnja 1691. – 3. rujna 1695. | Nasljednik:     |
| Giacomo Cantelmo | tajnik Kongregacije za biskupe 12. srpnja 1691. – 3. rujna 1695. | Marcello d'Aste |

| Prethodnik:                  | kardinal prezbiter Sv. Bartula na Otoku 3. veljače 1700. – 27. listopada 1702. | Nasljednik:                   |
| Giovanni Giacomo Cavallerini | kardinal prezbiter Sv. Bartula na Otoku 3. veljače 1700. – 27. listopada 1702. | Francesco Acquaviva d'Aragona |